# Метод Арчибальда
Метод Арчибальда (англ. Archibald's method) — седиментаційний метод, який ґрунтується на тому, що на меніску та на дні центрифужної чарунки відсутній потік розчиненого(солюту) через перпендикулярну до радіального напрямку площину і там є застосовними рівняння для седиментаційної рівноваги, хоч система може бути далека від рівноваги.
Аналіз при наближенні до седиментаційної рівноваги (метод Арчибальда) вимірює зміну локальної концентрації в полімерному розчині або колоїдної суспензії протягом квазірівноваги (несталої рівноваги) між седиментацією і дифузією під впливом слабкого відцентрового поля.